# Княвичи
Не следует путать с Княжичами и Кневичами.

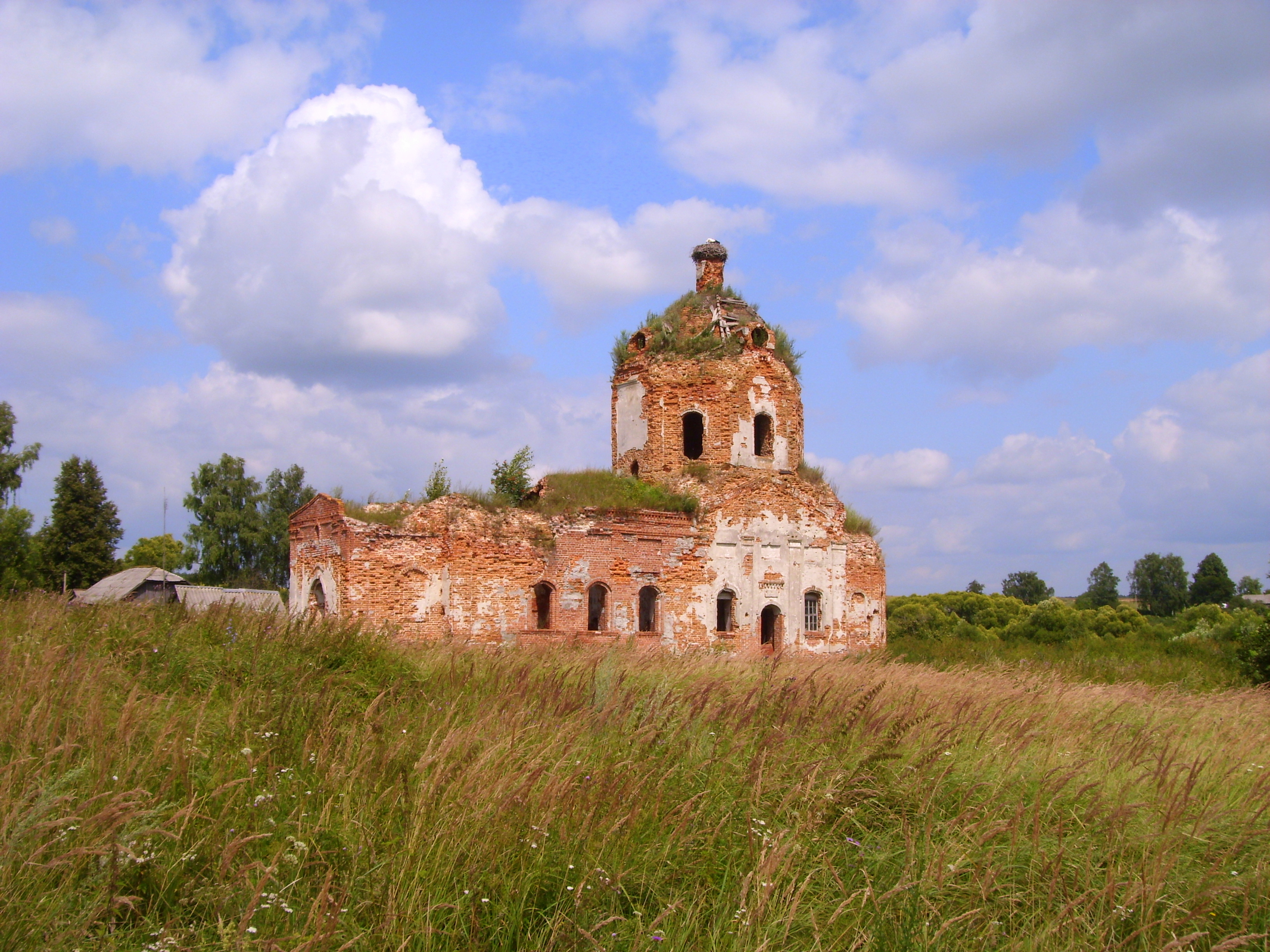
Храм Рождества Богородицы, Княвичи

Княвичи — село в Жирятинском районе Брянской области, в составе Морачёвского сельского поселения. 
 Расположено в 9 км к северу от села Жирятино. Население — 296 человек (2010).
Имеется отделение почтовой связи, сельский Дом культуры, библиотека.

## История
Впервые упоминается в 1610 году; бывшее владение Безобразовых, Дурново, Зиновьевых, Небольсиных, Вепрейских, позднее Домашневых и других помещиков. Приход церкви Рождества Богородицы известен с начала XVII века; нынешний каменный храм построен в 1784—1787 на средства М. Е. Безобразова (закрыт в 1937, полуразрушен).:225-226
В XVII—XVIII вв. входило в состав Подгородного стана Брянского уезда;
с 1861 года — административный центр Княвицкой волости Брянского (с 1921 — Бежицкого) уезда (в начале XX века центром Княвицкой волости временно являлась деревня Новониколаевка). В 1868 году была открыта земская школа.
С 1924 года в Жирятинской волости, Жирятинском районе (с 1929), при временном расформировании которого входило в Брянский (1932—1939), Жуковский (1957—1985) район. До 1954 года и в 1985—2005 гг. являлось центром Княвичского сельсовета; в 1954—1985 гг. входило в Морачёвский сельсовет.
В 1964 году к селу были присоединены деревня Слободка, деревня Лопандино и посёлок Селище.